# Busina
Busina (lat. Phagnalon) je biljni rod iz porodice zvjezdanovki, dio je subtribusa Athrixiinae. 
Rod se sastoji od tridesetak vrsta raširenih od Himalaje na zapad preko Sredozemlja do Kanarskih otoka. U Hrvatskloj su domaće dvije vrste,  kamenjarska i grčka busina

## Vrste
1. Phagnalon abyssinicum Sch.Bip. ex Hochst.
2. Phagnalon acuminatum Boiss.
3. Phagnalon ballii (Klatt) N.Montes, N.Garcia, Benedí & L.Sáez
4. Phagnalon barbeyanum Asch. & Schweinf.
5. Phagnalon bicolor Ball
6. Phagnalon calycinum (Cav.) DC.
7. Phagnalon darvazicum Krasch.
8. Phagnalon garamantum Maire
9. Phagnalon graecum Boiss. & Heldr.; grčka busina
10. Phagnalon harazianum Deflers
11. Phagnalon iminouakense Emb.
12. Phagnalon kotschyi Sch.Bip.
13. Phagnalon latifolium Maire
14. Phagnalon lavranosii Qaiser & Lack
15. Phagnalon linifolium Post
16. Phagnalon melanoleucum Webb
17. Phagnalon nitidum Fresen.
18. Phagnalon niveum Edgew.
19. Phagnalon persicum Boiss.
20. Phagnalon phagnaloides (A.Rich.) Cufod.
21. Phagnalon platyphyllum Maire
22. Phagnalon purpurascens Sch.Bip.
23. Phagnalon pycnophyllon Rech.f.
24. Phagnalon pygmaeum (Sieber) Greuter
25. Phagnalon quartinianum A.Rich.
26. Phagnalon rechingeri Lack & Qaiser
27. Phagnalon retecta Qaiser & Lack
28. Phagnalon rupestre (L.) DC.; kamenjarska busina
29. Phagnalon saxatile (L.) Cass.
30. Phagnalon schweinfurthii Sch.Bip. ex Schweinf.
31. Phagnalon sinaicum Bornm. & Kneuck.
32. Phagnalon sordidum (L.) Rchb.
33. Phagnalon stenolepis Chiov.
34. Phagnalon umbelliforme DC.
35. Phagnalon woodii Qaiser & Lack
36. Phagnalon yerrimense Qaiser & Lack
37. Phagnalon ×burnatii Briq. & Cavill.
38. Phagnalon ×caroli Pau
39. Phagnalon ×hybridum Albert
40. Phagnalon ×pomelii Faure
41. Phagnalon ×telonense Jord. & Fourr.